# Киррберг (Саар)
Киррберг (нем. Kirrberg) — район немецкого города Хомбурга в федеральной земле Саар, находится на востоке города. В марте 2025 года население Киррберга составляло 2557 человека.

## История
23 апреля 1949 года Киррберг был присоединён к федеральной земле Саар. В 1974 году Киррберг присоединился к Хомбургу. С тех пор Киррберг является районом Хомбурга.

## Достопримечательности
- Руины замка Мербург